# ニューブランズウィック州首相
ニューブランズウィック州首相（Premier of New Brunswick）は、カナダのニューブランズウィック州の州首相である。
以下の一覧では、イギリス植民地時代の首相についても列挙する。

## ニューブランズウィック植民地首相 (1854年-1867年)
| 代 | 氏名・政党                                 | 任期                                  |
| -- | ------------------------------------------ | ------------------------------------- |
| 1  | チャールズ・フィッシャー（自由党）         | 1854年11月1日 - 1856年5月（1期目）    |
| 2  | ジョン・ハミルトン・グレイ（保守党）       | 1856年6月21日 - 1857年6月1日          |
| -  | チャールズ・フィッシャー（自由党）         | 1857年6月1日 - 1861年3月19日（2期目） |
| 3  | サミュエル・レナード・ティリー（自由党）   | 1861年3月19日 - 1865年3月             |
| 4  | アルバート・ジェームズ・スミス（反連盟党） | 1865年9月21日 - 1866年4月14日         |
| 5  | ピーター・ミッチェル（連盟党）             | 1866年4月14日 - 1867年8月             |

## ニューブランズウィック州首相 (1867年以降)
| 代 | 氏名・政党                                           | 任期                                  |
| -- | ---------------------------------------------------- | ------------------------------------- |
| 1  | アンドルー・レインズフォード・ウェットモア（連盟党） | 1867年8月16日 - 1870年5月25日         |
| 2  | ジョージ・エドウィン・キング（保守党）               | 1870年6月9日 - 1871年2月21日（1期目） |
| 3  | ジョージ・ルーサー・ハサウェイ（保守党）             | 1871年2月21日 - 1872年7月5日          |
| -  | ジョージ・エドウィン・キング（保守党）               | 1872年7月5日 - 1878年5月3日（2期目）  |
| 4  | ジョン・ジェームス・フレイザー（保守党）             | 1878年6月 - 1882年5月25日             |
| 5  | ダニエル・ライオネル・ハニントン（保守党）           | 1882年5月25日 - 1883年2月             |
| 6  | アンドルー・ジョージ・ブレア（自由党）               | 1883年3月3日 - 1896年7月17日          |
| 7  | ジェームズ・ミッチェル（自由党）                     | 1896年7月17日 - 1897年10月29日        |
| 8  | ヘンリー・エマーソン（自由党）                       | 1897年10月29日 - 1900年8月31日        |
| 9  | レミュエル・トウィーディー（自由党）                 | 1900年9月1日 - 1907年3月2日           |
| 10 | ウィリアム・パグズリー（自由党）                     | 1907年3月6日 - 1907年5月31日          |
| 11 | クリフォード・ウィリアム・ロビンソン（自由党）       | 1907年5月31日 - 1908年3月24日         |
| 12 | ジョン・ダグラス・ヘイズン（保守党）                 | 1908年3月24日 - 1911年10月10日        |
| 13 | ジェームズ・キッド・フレミング（保守党）             | 1911年10月16日 - 1914年12月6日        |
| 14 | ジョージ・ジョンソン・クラーク（保守党）             | 1914年12月6日 - 1917年2月1日          |
| 15 | ジェームズ・アレグザンダー・マレイ（保守党）         | 1917年2月1日 - 1917年4月4日           |
| 16 | ウォルター・エドワード・フォスター（自由党）         | 1917年4月4日 - 1923年2月1日           |
| 17 | ピーター・ヴェニオット（自由党）                     | 1923年2月28日 - 1925年9月10日         |
| 18 | ジョン・バビントン・マコーリー・バクスター（保守党） | 1925年9月14日 - 1931年5月19日         |
| 19 | チャールズ・ダウ・リチャーズ（保守党）               | 1931年5月19日 - 1933年6月2日          |
| 20 | レナード・ティリー（保守党）                         | 1933年6月1日 - 1935年7月12日          |
| 21 | アリソン・ダイサート（自由党）                       | 1935年7月16日 - 1940年3月13日         |
| 22 | ジョン・バビット・マクネアー（自由党）               | 1940年3月13日 - 1952年10月7日         |
| 23 | ヒュー・ジョン・フレミング（進歩保守党）             | 1952年10月8日 - 1960年7月11日         |
| 24 | ルイス・ロビショード（自由党）                       | 1960年7月12日 - 1970年11月11日        |
| 25 | リチャード・ベネット・ハットフィールド（進歩保守党） | 1970年11月11日 - 1987年10月26日       |
| 26 | フランク・マッケナ（自由党）                         | 1987年10月27日 - 1997年10月13日       |
| 27 | レイ・フレネット（自由党）                           | 1997年10月14日 - 1998年5月14日        |
| 28 | カミーユ・テリオー（自由党）                         | 1998年5月14日 - 1999年6月21日         |
| 29 | バーナード・ロード（進歩保守党）                     | 1999年6月21日 - 2006年10月3日         |
| 30 | ショーン・グラハム（自由党）                         | 2006年10月3日 - 2010年10月12日        |
| 31 | デイヴィッド・アルウォード（進歩保守党）             | 2010年10月12日 - 2014年10月7日        |
| 32 | ブライアン・ガラント（自由党）                       | 2014年10月7日 - 2018年11月9日         |
| 33 | ブレイン・ヒッグス（進歩保守党）                     | 2018年11月9日 - 2024年11月2日         |
| 34 | スーザン・ホルト（自由党）                           | 2024年11月2日 - （現職）              |